# Grande Nef de l'Île-des-Vannes
La Grande Nef Lucien-Belloni est le palais des sports de la ville de Saint-Ouen-sur-Seine, situé sur la commune de L'Île-Saint-Denis. 

## Historique
En 1955, la ville de Saint-Ouen acquiert, auprès des établissements de chocolaterie Menier, un terrain sur le lieudit « Île des Vannes » qui constitue la pointe sud de l’actuelle Île Saint-Denis. À cet endroit peu urbanisé, et fortement inondé en 1910, une communauté de chiffonniers habitait encore près de la Tour Mahu, bâtiment antique et décrépit qui n'allait pas survivre aux travaux ultérieurs.
Dès l’acquisition de ce terrain, la municipalité envisage la construction d’un palais des sports. L’avant-projet de palais omnisports est déposé en 1959 par Lucien Metrich et Anatole Kopp, mais le chantier ne commencera qu’en 1968 sur le projet déposé par les architectes Pierre Chazanoff, Anatole Kopp et l’ingénieur René Sarger. Le complexe sportif comporte un stade couvert, une piscine, un stade de plein air et les installations d’un club d’aviron et d’un boulodrome. Il est inauguré le 27 février 1971.
En 2005, la municipalité de Saint-Ouen décide de baptiser la Grande Nef du nom de Lucien Belloni à l'occasion de la Fête de la libération de la ville, en présence notamment de Paulette Fost, ancienne sénatrice et maire de Saint-Ouen. Métallurgiste, ancien résistant, militant communiste et syndicaliste, Lucien Belloni (1924 - 2000) a été secrétaire fédéral PCF de la Seine-Ouest de 1956 à 1959, premier adjoint au maire de Saint-Ouen notamment chargé de la jeunesse et des sports de 1953 à 1983, conseiller municipal de 1983 à 1995, conseiller régional de 1977 à 1983 ainsi que président de l'Office municipal des Sports (OMS) de 1954 à 1983. Il a également été cofondateur de la Fédération nationale des Offices municipaux des sports en 1958, dont il sera vice-président de 1962 à 1983, ainsi que de l'Union sportive multisections audonienne (USMA) créée en 1950 à Saint-Ouen.
L'édifice est inscrit à l’inventaire supplémentaire des monuments historiques depuis 2007.
Alors que la nef est fermée au public depuis 2018 pour raisons de sécurité et que le maire de Saint-Ouen de 2014 à 2020, William Delannoy, envisage de la raser pour laisser place à un projet immobilier,, sa rénovation est décidée dans le cadre des Jeux olympiques de 2024 afin que le Solideo en face un site d'entraînement pour les compétitions olympiques et paralympiques. 
Début 2022, la Ville et le basketteur Tony Parker annoncent l'ouverture après les Jeux olympiques d'un centre de formation de sportives et de sportifs autour du basket-ball et du padel, mais ce dernier projet ne voit pas le jour. La nef rénovée est inaugurée le 28 juin 2025 en présence de la ministre des sports Marie Barsacq. Dans les mois qui suivent, la nef doit accueillir certaines rencontres des Metropolitans 92. D'ici 2027, la piscine attenante à la nef soit être rénovée par Plaine Commune.

## Architecture

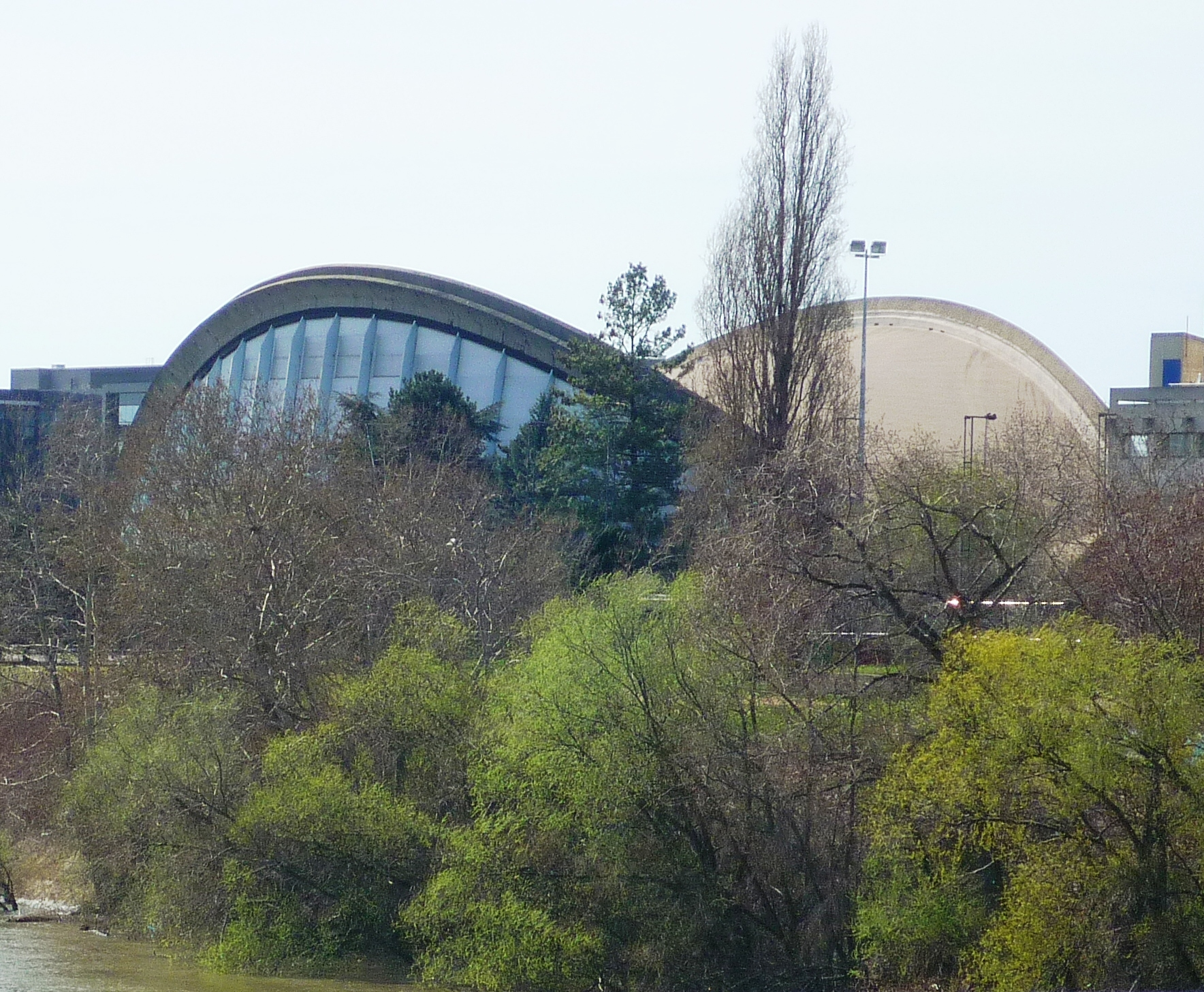
Grande nef de l'Île-des-Vannes, vue du pont des Docks, en hiver.

La pièce maîtresse de ce complexe demeure la Grande Nef de l’Île-des-Vannes, en forme de barque renversée hissée sur la berge. Immense halle de 98 m de longueur, 51 m de largeur et 26 m de hauteur, la Nef est couverte d’une surface paraboloïde hyperbolique de 3 000 m2 et est composé d’un maillage de câbles prétendus entre deux arcs obliques (cf. photo d'archive). Emblématique des expériences architecturales d’après-guerre, la Grande Nef a reçu en 2007 le label « Patrimoine du XXe siècle » du Ministère de la culture et est inscrite à l’inventaire supplémentaire des monuments historiques.
Depuis son inauguration en 1971, la Grande Nef a accueilli des manifestations sportives et musicales d’envergure. Peu utilisé aujourd’hui, l'édifice est dans l’attente de travaux de rénovation. Il constitue, aujourd’hui encore, un signal fort de l’architecture de Saint-Ouen et de l'Île Saint-Denis. La Grande Nef sert d’ailleurs de logo à l’office du tourisme de Saint-Ouen.
Le site est mis en valeur dans le film Break de Marc Fouchard (2018) et vu dans la mini-série Un homme d’honneur (2021).

## Évènements
- Les vendredi 1er et samedi 2 décembre 1972, Pink Floyd donne deux concerts dans le cadre du Dark Side of the Moon Tour. Considérés comme "historiques", ces concerts sont souvent localisés par erreur sur l'Île de la Jatte, qui est partagée entre Neuilly-sur-Seine et Levallois-Perret[8].
- Les dimanche 1er et lundi 2 avril, 1973, Led Zeppelin donne deux concerts dans le cadre du Led Zeppelin European Tour 1973. Ce sont les deux dernières dates du groupe en Europe avant leur tournée américaine et les seules en France.
- Lors du 22e congrès du PCF, en 1976, le secrétaire général Georges Marchais acte l'abandon de la dictature du prolétariat[4]
- Le mercredi 18 février 1981, Téléphone donne son troisième concert parisien (après deux premiers au Palais des Sports de la Porte de Versailles). L'enregistrement du récital fera partie de l'album Paris '81, sorti en 2000.
- Les samedi 28 février et dimanche  1er mars ont lieu les finales du Championnat du monde B masculin de handball 1981.
- Les samedi 18 et dimanche 19 avril 1981, Bruce Springsteen donne deux concerts dans le cadre du The River Tour[9].
- Le lundi 3 mai 1982, Queen donne un concert dans le cadre du Hot Space Tour.